# Nubisk trapp
Nubisk trapp (Neotis nuba) är en afrikansk fågel i familjen trappar inom ordningen trappfåglar. Den förekommer i Sahel strax söder om Sahara. Arten minskar i antal på grund av jakt, så pass att IUCN listar den som nära hotad.

## Utseende
Nubisk trapp är en stor, marklevande fågel med en kroppslängd på 70 centimeter hos hanar, 50 hos honor. Ovansidan är gulbrun med svag marmorering. Hanen har grå hals, blekare huvud och en tydligt svart haka, strupe och huvudsida som ramar in en gulbrun hjässa. Undersidan är vitaktig. Den mindre honan har mindre svart på haka och strupe.

## Läten
Lätena är dåligt kända. Den rapporteras uppge ett gällt "magur"

## Utbredning och systematik
Fågeln förekommer i Sahelzonen från västra Mauretanien till östra Sudan. Även om arten endast är påträffad mycket fläckvist tros dess utbredningsområde vara kontinuerligt. Den behandlas som monotypisk, det vill säga att den inte delas in i några underarter.

### Släktestillhörighet
Arten placeras traditionellt i släktet Neotis, men DNA-studier visar att det står nära Ardeotis, så pass att vissa auktoriteter inkluderar det däri.

## Levnadssätt
Arten förekommer i savann, halvarida buskmarker och öknens kant där den livnär sig på stora insekter, gräsfrön, löv och frukter. Den häckar mellan juli och oktober.

## Status och hot
Arten har ett stort utbredningsområde men tros minska i antal till följd av jakt, så pass att internationella naturvårdsunionen IUCN kategoriserar arten som nära hotad. Världspopulationen har inte uppskattats men den beskrivs som ganska vanlig.

## Namn
Fågelns svenska och vetenskapliga artnamn syftar på Nubien.